# Sulfato de cério(IV)
Sulfato de cério (IV), também chamado sulfato cérico, é um composto químico amarelo a amarelo-alaranjado. Existe como um sal anidro de fórmula química Ce(SO4)2; umas poucas formas hidratadas são conhecidas: Ce(SO4)2 ⋅ xH2O, com x igual a 4, 8, ou 12. Sulfato cérico é comercialmente disponível.

## Propriedades
Sulfato cérico é moderadamente solúvel em água e em ácidos diluídos. Suas soluções neutras decompõem-se lentamente, depositando o óxido CeO2 amarelo brilhante. Soluções de sulfato cérico tem uma forte cor amarela.
O sal tetraidrato perde sua água quando aquecido a 180-200 °C.

## Usos
O íon cérico é um forte oxidante, especialmente sob condições ácidas. Se sulfato cérico é adicionado a ácido clorídrico diluído, forma-se lentamente cloro. 
Quando compostos céricos são reduzidos, os compostos cerosos são formados. A reação que ocorre é:
Ce4+ + e− → Ce3+
O íon ceroso é incolor.
Sulfato cérico é usado em química analítica para titração redox, frequentemente junto com um indicador redox.